# Pivdennoukrainsk
Pivdennoukrainsk (en ucraniano: Південноукраїнськ) es una ciudad ucraniana perteneciente al óblast de Mikolaiv. Situada en el sur del país, forma parte del raión de Voznesensk y es centro del municipio (hromada) homónimo.  

## Toponimia
Hasta 2024, el nombre oficial de la ciudad fue Yuzhnoukrainsk (en ucraniano: Южноукраїнськ; en ruso: Южноукраинск).

## Geografía
Pivdennoukrainsk está a orillas del río Bug Meridional, a 121 km de Mikolaiv.  

## Historia
Yuzhnoukrainsk fue fundada  el 26 de abril de 1976 con el nombre de Kostiantínivka para los trabajadores empleados en la construcción de la Planta de Energía Nuclear del Sur de Ucrania, siendo una de las ciudades ucranianas más jóvenes. La central nuclear fue puesta en servicio en 1983. Yuzhnoukrainsk tiene estatus de ciudad desde 1987.
En mayo de 2014, se presentó un proyecto de ley a la Rada Suprema de Ucrania para cambiar el nombre de la ciudad a Pivdenoukrainsk (en ucraniano: Пивденноукраїнськ) pero no fue aceptado.
Hasta el 18 de julio de 2020, Yuzhnoukrainsk fue una ciudad de importancia regional. La ciudad de importancia regional se abolió en julio de 2020 como parte de la reforma administrativa de Ucrania, que redujo el número de rayones del óblast de Mikolaiv a cuatro. El área de Yuzhnoukrainsk se fusionó con el raión de Voznesensk.
Durante la invasión rusa de Ucrania, si la Administración Militar-Civil de Mikolaiv controlada por Rusia, hubiera avanzado hacia el norte capturando Nueva Odesa y Voznesensk durante la invasión rusa de Ucrania, Yuzhnoukrainsk sería la capital de jure del raión. 
Como parte de la campaña de desrusificación tras la invasión rusa de Ucrania, Yuzhnoukrainsk también iba a cambiar su nombre. El 3 de noviembre de 2023 comenzó la votación online y presencial para el nuevo nombre de la ciudad, y las opciones de los residentes locales eran: Jard (en ucraniano: Гард), Bujogrado (en ucraniano: Бугогард) y Pivdennoukrainsk (en ucraniano: Південноукраїнськ). El nombre elegido fue Pivdennoukrainsk, aprobado en la Rada Suprema el 19 de septiembre de 2024.

## Demografía
La evolución de la población de Pivdennoukrainsk entre 1989 y 2022 fue la siguiente:
| 36 684                                                        | 38 206 | 38 795 | 40 206 | 40 555 | 40 292 | 40 221 | 15 258 | 38 560 |
| (Fuente: Cities & Towns of Ukraine y UKRAINE: Größere Städte) |        |        |        |        |        |        |        |        |

Según el censo de 2001, el 73,9% de la población son ucranianos, el 21,7% son rusos y el resto de minorías son principalmente bielorrusos (0,7%). En cuanto al idioma, la lengua materna de la mayoría de los habitantes, el 66,52%, es el ucraniano; del 31,37% es el ruso.

## Economía
Una presa y una central hidroeléctrica de la planta de energía de almacenamiento por bombeo de Tashlik se encuentran al sur de la ciudad. La planta de energía nuclear del sur de Ucrania, también conocida como central nuclear de Yuzhnoukrainsk, se encuentra en la orilla opuesta del depósito hidroeléctrico de la ciudad. La central nuclear cuenta con tres reactores VVER-1000 y una potencia neta de 2.850 megavatios (MW), siendo la segunda más grande de las cinco centrales nucleares del país.
La zona también tiene un alto potencial turístico. El río cercano con sus empinadas orillas rocosas ofrece excelentes oportunidades para la escalada en roca. El lento fluir del río ofrece las condiciones ideales para los amantes de los deportes acuáticos.

## Infraestructura

### Sanidad
Hay tres clínicas en la ciudad: una para niños y otra para adultos, así como un hospital con 250 plazas para pacientes internados. La sanidad privada se está desarrollando. Se ha introducido un seguro médico para todos los empleados de la planta de energía nuclear y sus familiares en Pivdennoukrainsk para apoyar el servicio de salud municipal.

### Transportes
La carretera N-25 que va de Mikolaiv a Blajovishchenske pasa por Pivdennoukrainsk. La estación de tren Pivdennoukrainskaya Odesa se encuentra también en su territorio.

## Personas ilustres
- Lesia Tsurenko (1989): tenista ucraniana, cuyo ranking más alto a nivel individual fue el puesto nº 33 del mundo.

## Galería

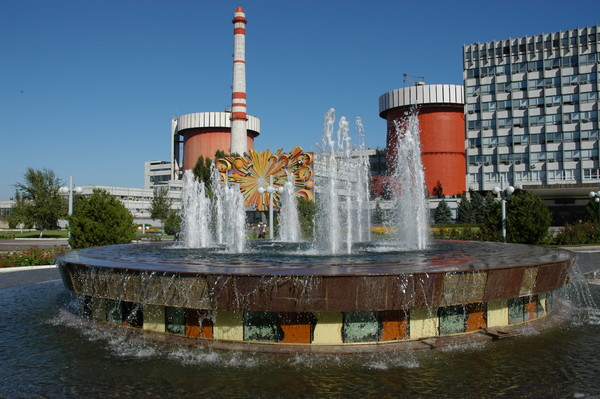
Central nuclear de Pivdennoukrainsk
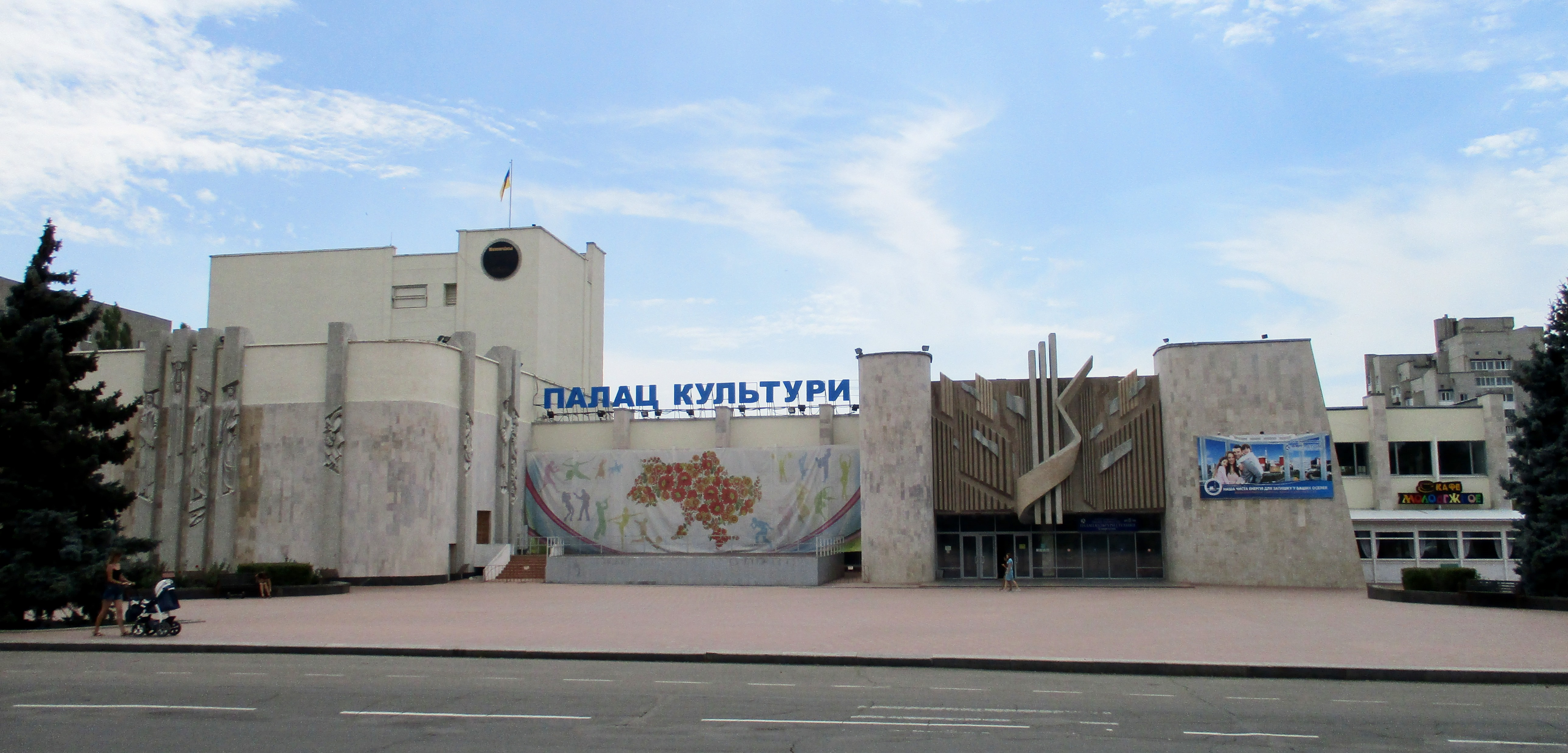
Palacio de la Cultura
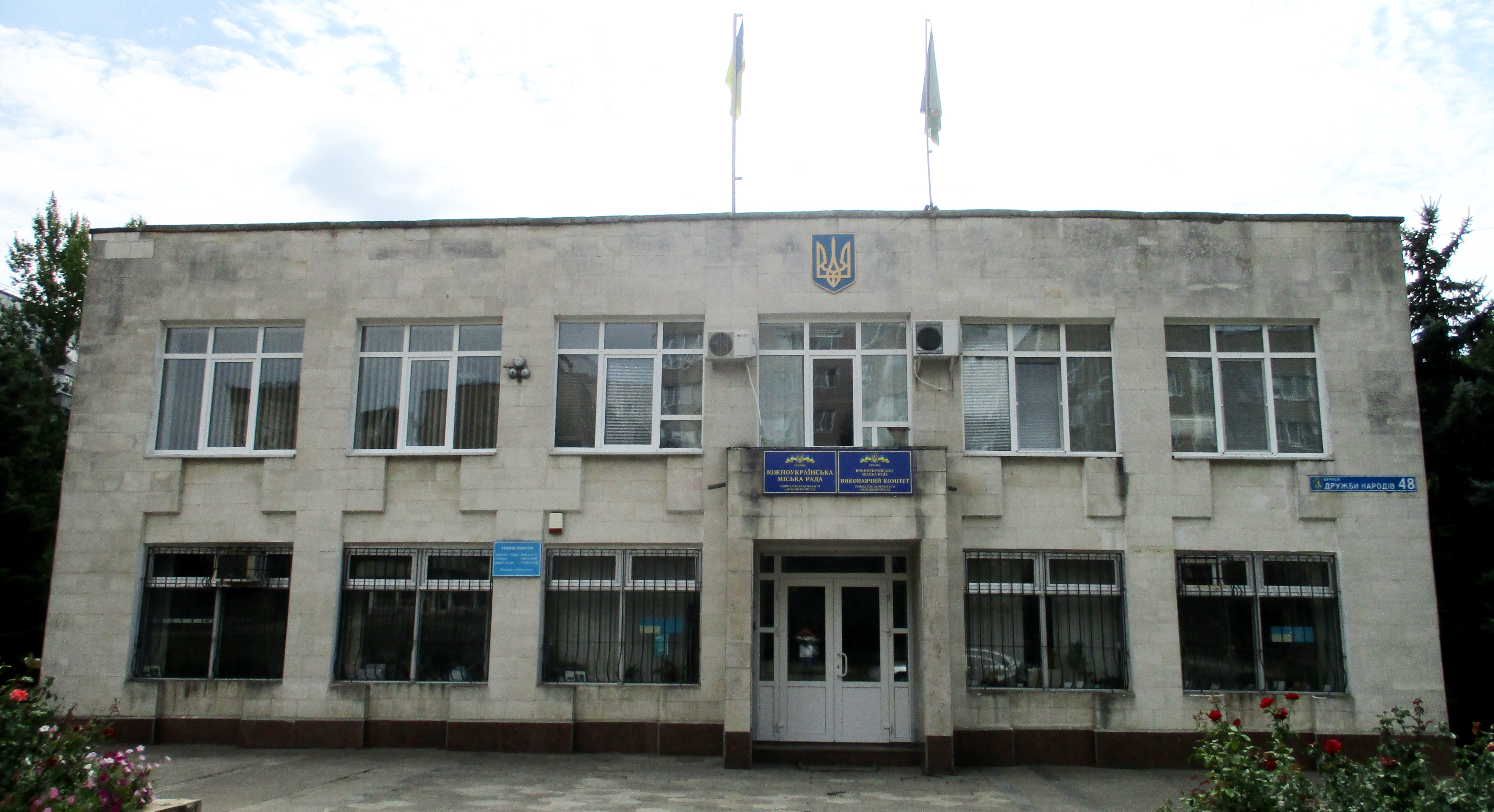
Ayuntamiento de Pivdennoukrainsk
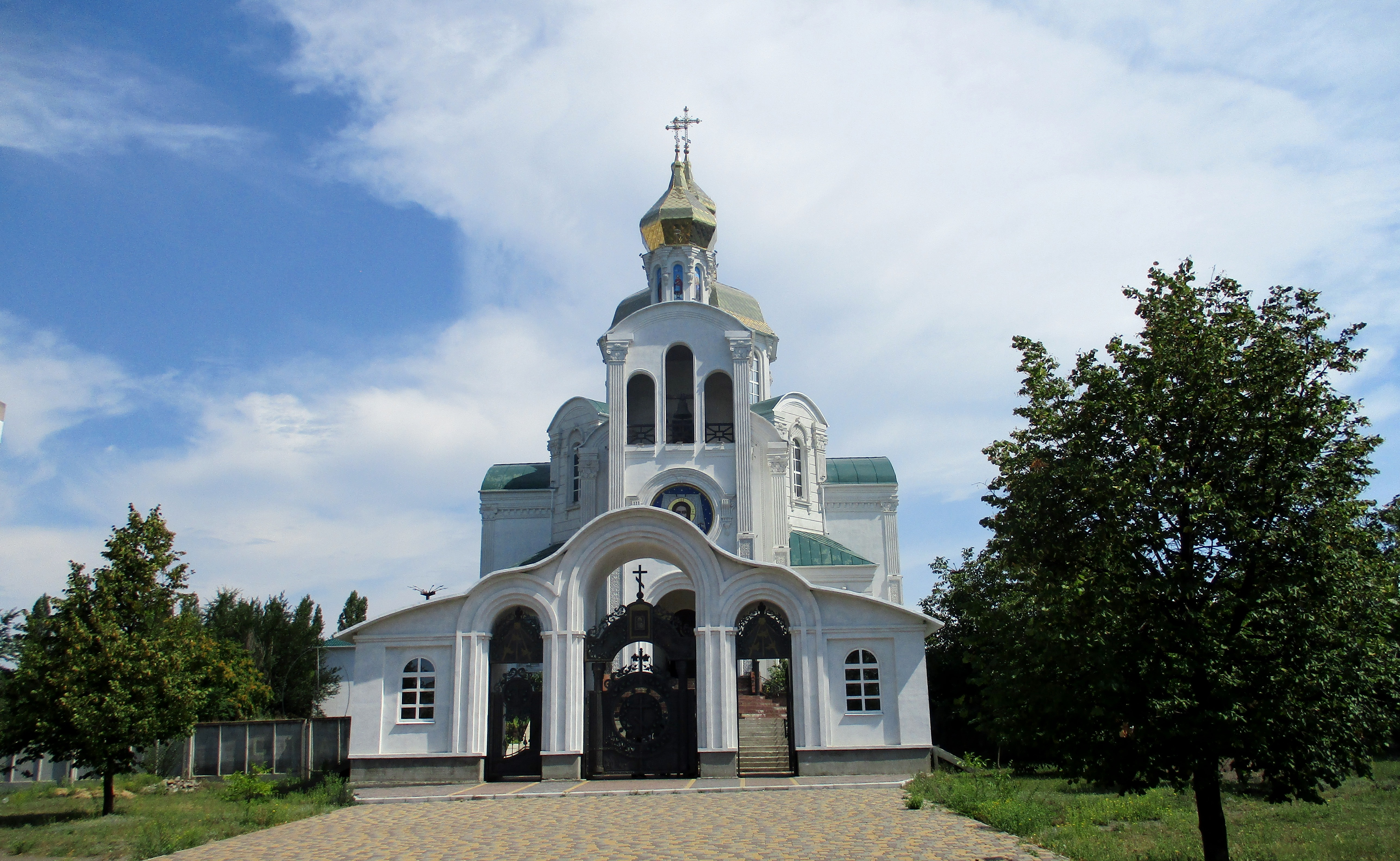
Catedral de Pivdennoukrainsk